# Bruno Brokken
Pour les articles homonymes, voir Brokken.
Bruno Brokken (né le 9 mai 1953 à Wilrijk) est un athlète belge, spécialiste du saut en hauteur.

## Biographie
En 1976, il se classe troisième des Championnats d'Europe d'athlétisme en salle, à Munich, derrière le Soviétique Sergey Senyukov et le Français Jacques Aletti , terminant ex-æquo avec l'Allemand de l'Ouest Walter Boller avec un saut à 2,19 m.
Il devient champion de Belgique du saut en hauteur en 1971

### Palmarès
| Date | Compétition                                 | Lieu   | Résultat | Performance |
| ---- | ------------------------------------------- | ------ | -------- | ----------- |
| 1976 | Championnats d'Europe d'athlétisme en salle | Munich | 3e       | 2,19 m      |

### Records
| Épreuve         | Épreuve   | Performance | Lieu   | Date             |
| --------------- | --------- | ----------- | ------ | ---------------- |
| Saut en hauteur | Plein air | 2,23 m      | Alost  | 7 septembre 1975 |
| Saut en hauteur | Salle     | 2,21 m      | Prague | 11 février 1976  |